# Équipe NFL de la décennie 1970
L'Équipe NFL de la décennie 1970 est l'équipe type composée des meilleurs joueurs à leur poste dans la National Football League durant les années 1970. Cette équipe a été désignée par les votants du Pro Football Hall of Fame de la NFL. La sélection est constituée des première et deuxième équipe en attaque, défense et équipes spéciales.
Aucun joueur n'a été élu à l'unanimité (25 votes), le punter Ray Guy étant celui qui a reçu le plus de votes (24 sur 25). John Hannah, Mike Webster, Jack Lambert, Ted Hendricks, Billy "White Shoes" Johnson, Rick Upchurch et l'entraîneur Chuck Noll font également partie de l'Équipe NFL de la décennie 1980; alors que Dick Butkus, Bob Lilly, Larry Wilson, Merlin Olsen et Jim Bakken faisaient aussi partie de l'Équipe NFL de la décennie 1960.

## Attaque
| Position      | Première Equipe                | Équipe(s) NFL              | Deuxième Équipe                 | Équipe(s) NFL               |
| ------------- | ------------------------------ | -------------------------- | ------------------------------- | --------------------------- |
| Quarterback   | Terry Bradshaw                 | Steelers                   | Roger Staubach Ken Stabler      | Cowboys Raiders             |
| Running back  | O.J. Simpson Walter Payton     | Bills, 49ers Chicago Bears | Earl Campbell Franco Harris     | Houston Oilers Steelers     |
| Wide receiver | Lynn Swann Drew Pearson        | Steelers Cowboys           | Paul Warfield Harold Carmichael | Dolphins, Browns Eagles     |
| Tight end     | Dave Casper                    | Raiders                    | Charlie Sanders                 | Lions                       |
| Tackle        | Art Shell Ron Yary             | Raiders Vikings            | Dan Dierdorf Rayfield Wright    | St. Louis Cardinals Cowboys |
| Guard         | Larry Little Joe DeLamielleure | Dolphins Bills             | John Hannah Gene Upshaw         | Patriots Raiders            |
| Centre        | Jim Langer                     | Dolphins                   | Mike Webster                    | Steelers                    |

## Défense
| Position           | Première Equipe            | Équipe(s) NFL                              | Deuxième Équipe               | Équipe(s) NFL                |
| ------------------ | -------------------------- | ------------------------------------------ | ----------------------------- | ---------------------------- |
| Defensive end      | Jack Youngblood Carl Eller | LA Rams Vikings                            | L. C. Greenwood Harvey Martin | Steelers Cowboys             |
| Defensive tackle   | Joe Greene Bob Lilly       | Steelers Cowboys                           | Alan Page Merlin Olsen        | Vikings, Bears LA Rams       |
| Outside Linebacker | Jack Ham Ted Hendricks     | Steelers Baltimore Colts, Packers, Raiders | Robert Brazile Bobby Bell     | Houston Oilers Chiefs        |
| Middle Linebacker  | Dick Butkus                | Bears                                      | Jack Lambert                  | Steelers                     |
| Cornerback         | Willie Brown Jimmy Johnson | Raiders 49ers                              | Louis Wright Roger Wehrli     | Broncos St. Louis Cardinals  |
| Safety             | Ken Houston Cliff Harris   | Houston Oilers, Redskins Cowboys           | Larry Wilson Dick Anderson    | St. Louis Cardinals Dolphins |

## Équipes spéciales
| Position      | Première Equipe | Équipe(s) NFL    | Deuxième Équipe             | Équipe(s) NFL       |
| ------------- | --------------- | ---------------- | --------------------------- | ------------------- |
| Kicker        | Garo Yepremian  | Dolphins, Saints | Jim Bakken                  | St. Louis Cardinals |
| Punter        | Ray Guy         | Raiders          | Jerrel Wilson               | Chiefs              |
| Kick returner | Rick Upchurch   | Broncos          | Billy "White Shoes" Johnson | Houston Oilers      |

## Entraineurs
| Position   | Première Equipe | Équipe(s) NFL | Deuxième Équipe | Équipe(s) NFL |
| ---------- | --------------- | ------------- | --------------- | ------------- |
| Head coach | Don Shula       | Dolphins      | Chuck Noll      | Steelers      |